# 紅米6A
红米手机6A，是小米科技2018年6月12日发布的一款入门级手机。

## 手机特点
- 搭载了全新12nm工艺制程四核高性能处理器联发科Helio A22[1]，性能相比骁龙425增加37%，功耗相比28nm制程降低了48%。同时，小米的MIUI系统对于该机也做了特殊优化，体积缩小了30%。
- 内置3000mAh电池，后置1300万像素相机，前置500万像素相机，并且前置相机支持AI人像模式。[2]
- 搭载了5.45全面屏(分辨率为1440×720)，提供铂银灰、樱花粉、巴厘蓝、流沙金四种配色。

## 价格
红米6A有2GB+16GB及3+32GB的规格，它的零售价格分别为599元和669元。

## Gallery

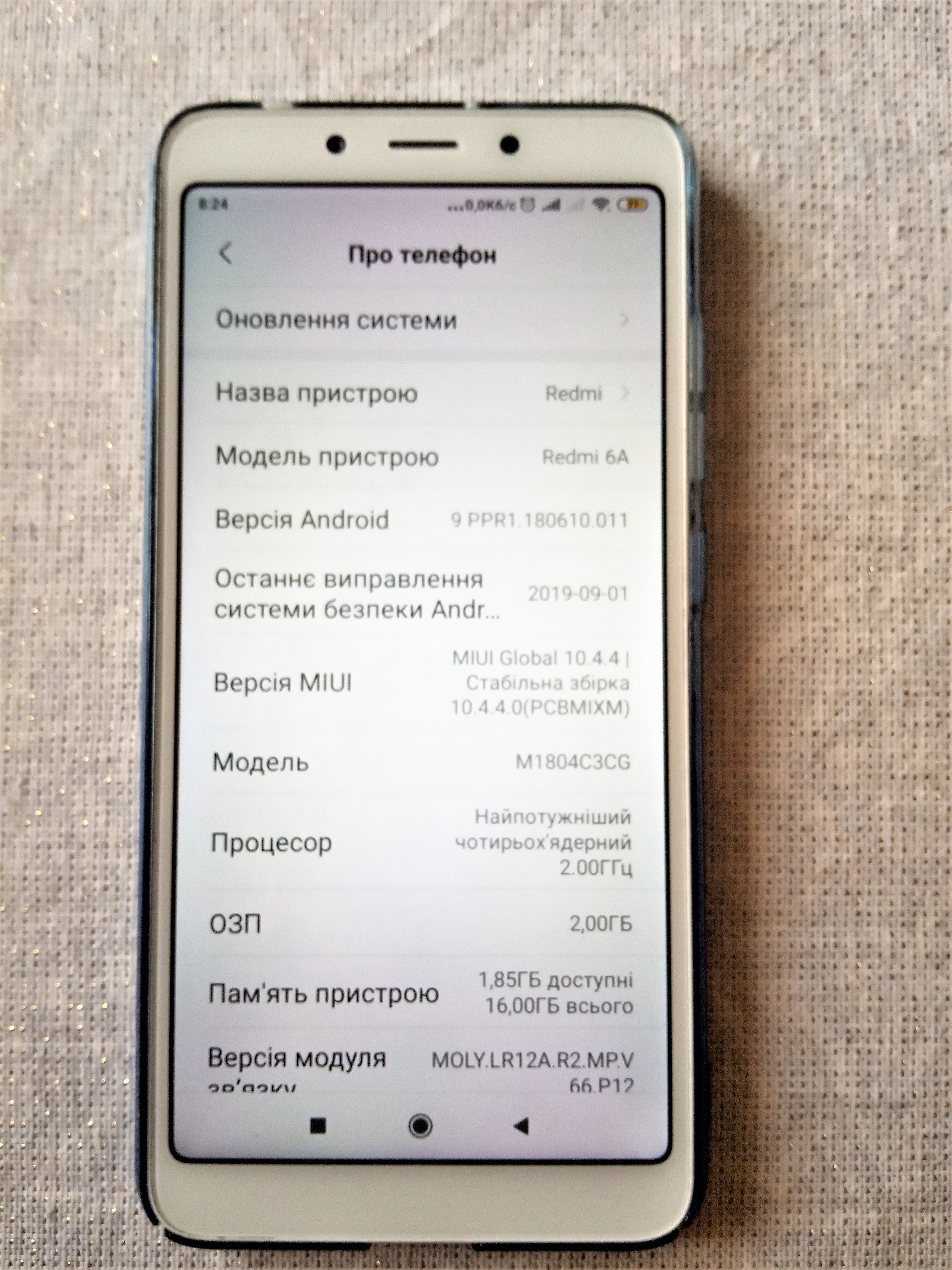
About (MIUI 10, Android 9)
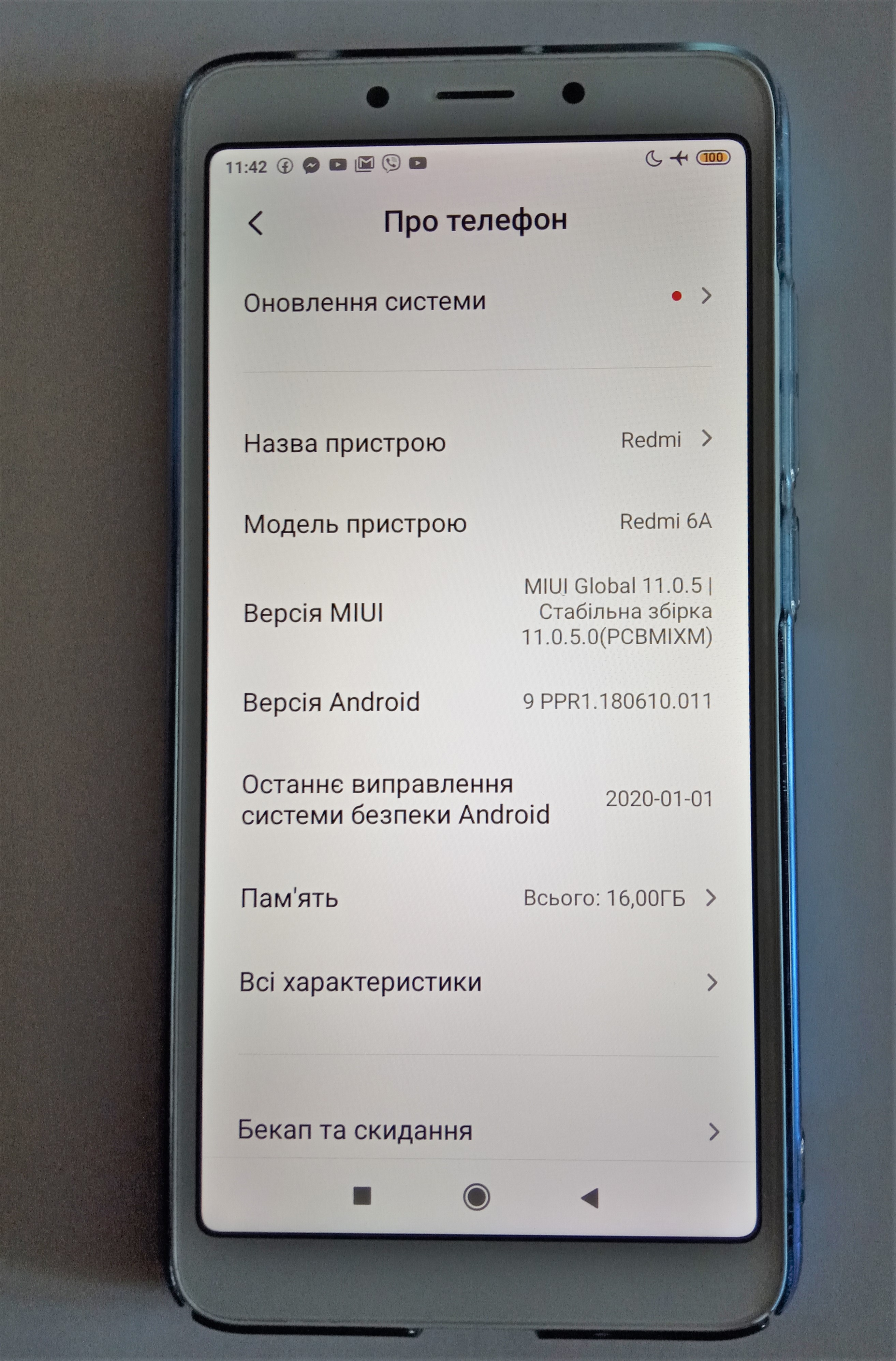
About (MIUI 11, Android 9)
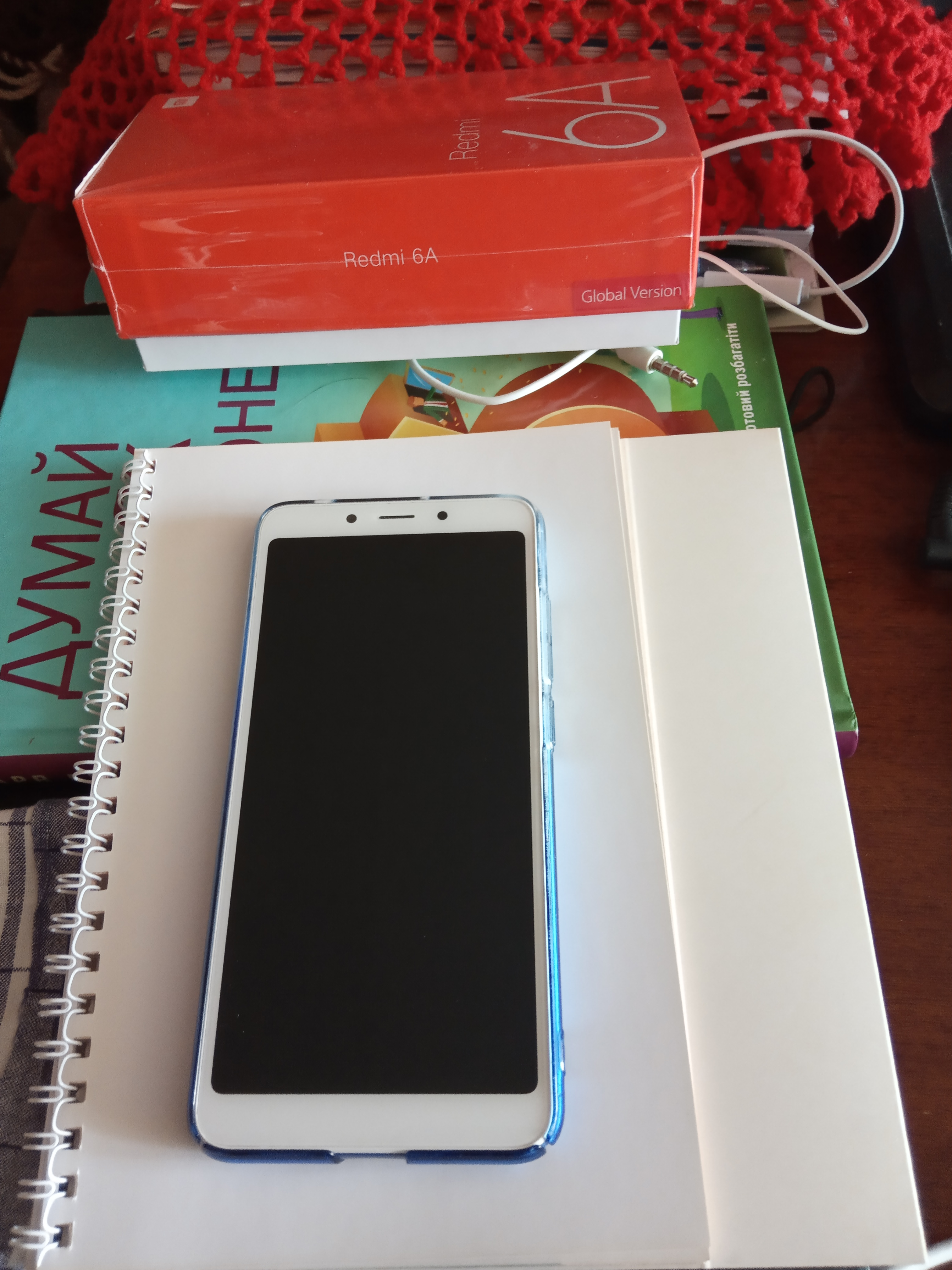
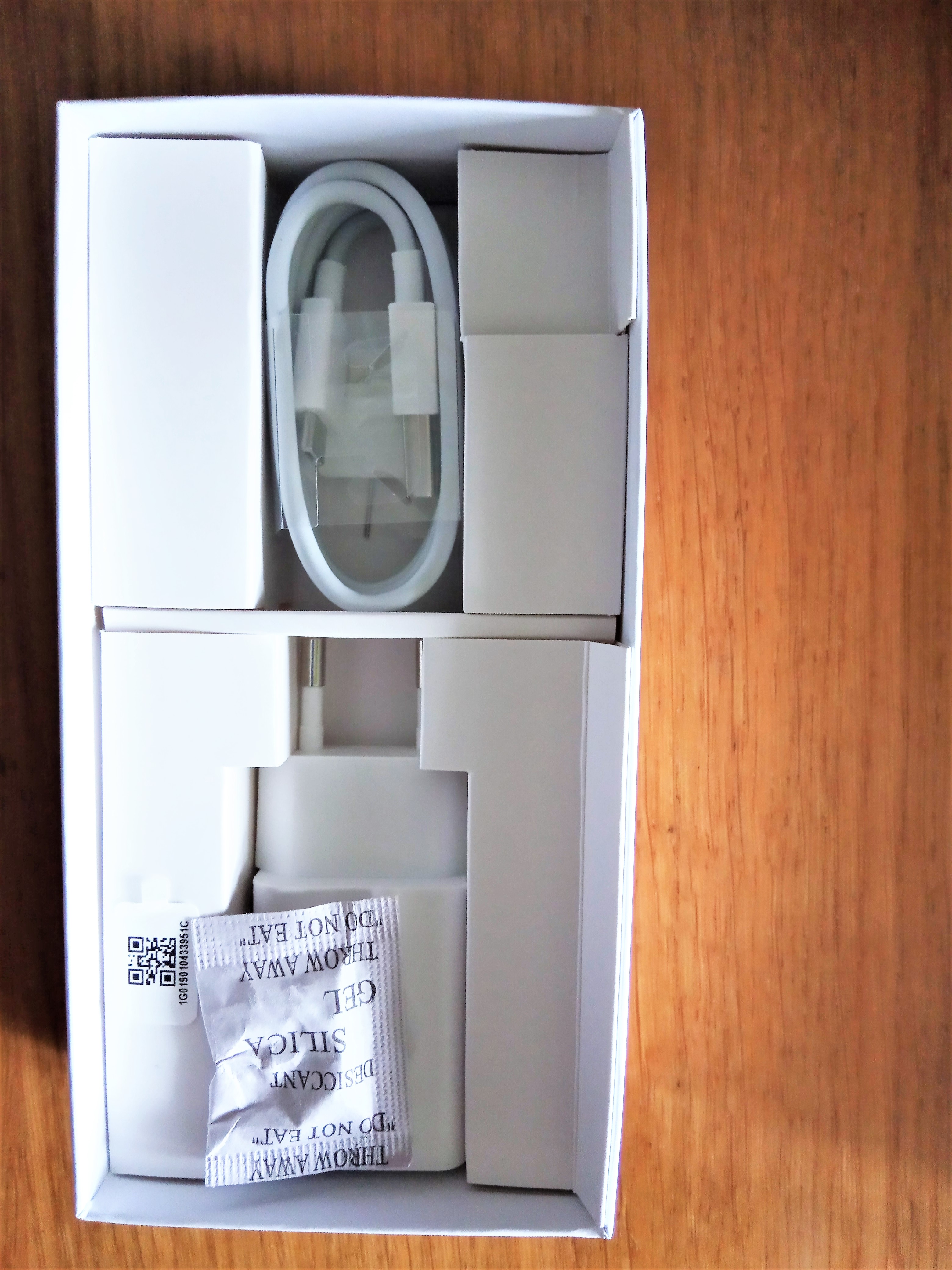
Box

## 外部連結
- （简体中文）紅米6A中國大陸 （页面存档备份，存于）